# Saint-Martin-aux-Bois
Saint-Martin-aux-Bois is een gemeente in het Franse departement Oise (regio Hauts-de-France). De plaats maakt deel uit van het arrondissement Clermont. Saint-Martin-aux-Bois telde op 1 januari 2022 270 inwoners.

## Geografie
De oppervlakte van Saint-Martin-aux-Bois bedroeg op 1 januari 2022 9,31 vierkante kilometer; de bevolkingsdichtheid was toen 29 inwoners per km².

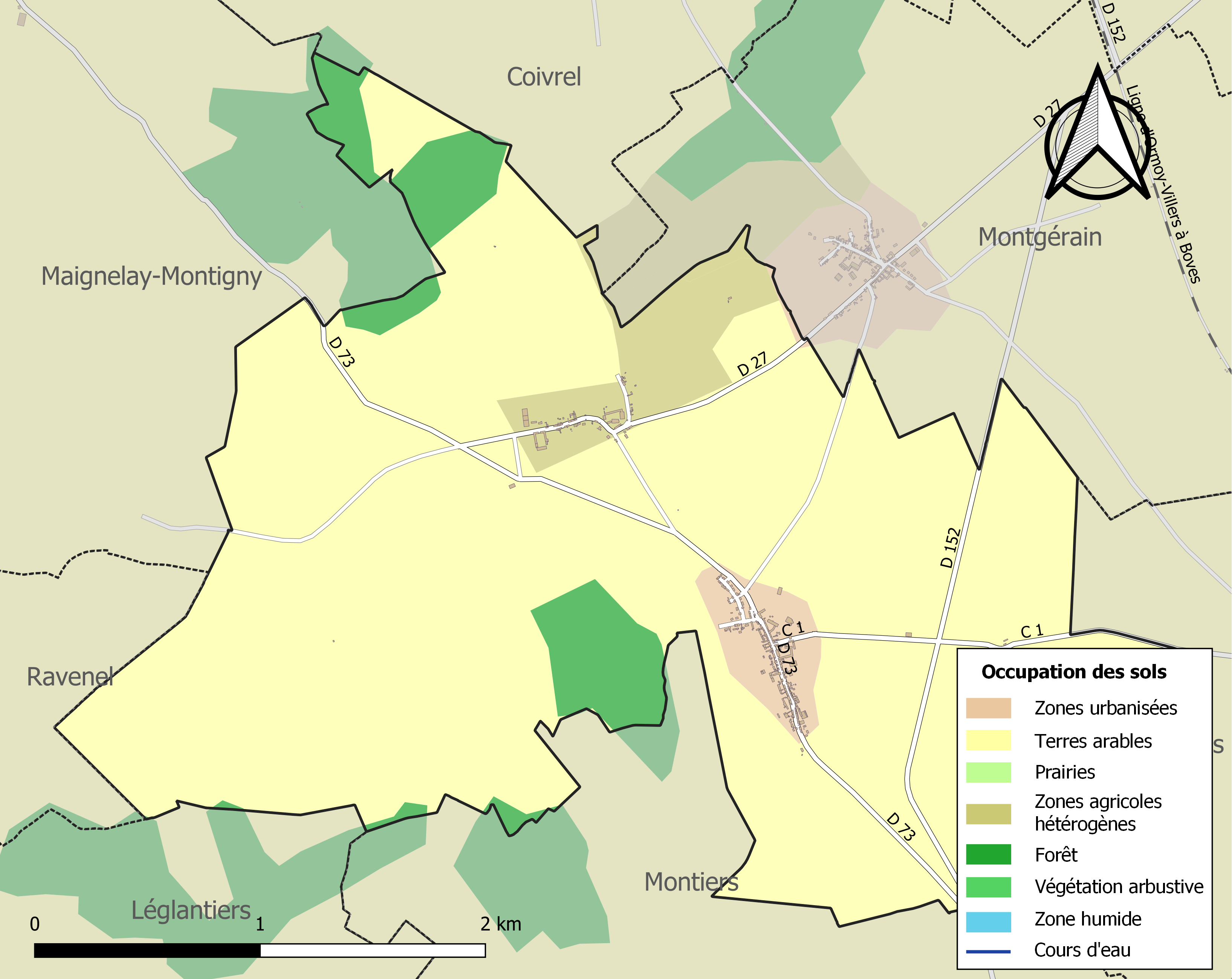
Kaart van de gemeente met belangrijkste infrastructuur, bodemgebruik en omliggende gemeenten

## Demografie
Onderstaande figuur toont het verloop van het inwonertal (bron: INSEE-tellingen).